# Die 39 Stufen (1959)
Die 39 Stufen ist ein Film des britischen Regisseurs Ralph Thomas aus dem Jahr 1959. Er wurde nach dem Roman Die neununddreißig Stufen von John Buchan gedreht und ist eine Neuverfilmung des Hitchcock-Klassikers von 1935. 1978 folgte eine weitere Adaption von Don Sharp.

## Handlung
Im Londoner Regent’s Park beobachtet ein Kindermädchen zwei ältere Herren, die mit Modellschiffen spielen und sich auffallend verdächtig geben. Sie verfolgt einen der beiden. Richard Hannay, ganz Gentleman, reicht ihr eine Kinderrassel, die offenbar aus dem Kinderwagen gefallen ist. Mit anderen Dingen beschäftigt, streitet sie ab, dass sie ihr gehört und eilt davon. An einer Kreuzung wird sie von einem Auto angefahren und Hannay rettet das „Baby“ im Kinderwagen, das sich als Pistole entpuppt und nimmt Pistole und Handtasche an sich. Als er zu der Adresse des Kindermädchens fährt, die ihm im Krankenhaus gegeben wurde, findet er nur ein Ruinengrundstück vor.
Mit einer Eintrittskarte aus der Handtasche besucht Hannay das Varietee „Palace Theatre“ und trifft dort auf das Kindermädchen. Star der Vorstellung ist Mr. Memory, ein Gedächtniskünstler. Hannay und das „Kindermädchen“ gehen in seine Wohnung, sie gesteht, Mandy Robinson, eine Geheimagentin der Spionageabwehr mit dem Tarnnamen „Nannie“ zu sein und um ihr Leben zu fürchten. Tatsächlich wird sie ermordet, als er gerade in der Küche ist. Hannay muss fliehen, zunächst als Milchmann verkleidet vor den feindlichen Agenten, dann, nachdem die Leiche der Toten gefunden wurde, vor der Polizei.
Aufgrund eines Hinweises in der Handtasche der Ermordeten begibt Hannay sich mit dem Zug nach Schottland, um ihren Auftrag zu Ende zu führen und das äußerst wichtige Geheimprojekt „Boomerang“ vor dem Verrat durch die fremde Geheimdienstorganisation „Die 39 Stufen“ zu bewahren. Im Zug trifft er auf Miss Fisher, eine Lehrerin an der St. Catherine's School, die ihn erkennt und an die Polizei verrät. Hannay muss wieder fliehen, diesmal aus dem fahrenden Zug und mitten auf der Brücke über den Firth of Forth. Der Lastwagenfahrer Percy Baker und die Gasthauswirtin Nellie Lumsder helfen ihm weiter, obwohl sie wissen, dass er gesucht wird.
Hannay erreicht das Anwesen von Professor Jordan, von dem er sich Hilfe erhofft, und erzählt ihm alles. Zu spät muss er entdecken, dass an dessen linker Hand das oberste Glied am kleinen Finger fehlt und er somit nach der Beschreibung von Nannie der Kopf von „Die 39 Stufen“ sein muss. Hannay flieht erneut und sucht Unterstützung beim örtlichen Sheriff, der ihm aber nicht glaubt und außerdem ein guter Bekannter von Professor Jordan ist. Er springt aus dem Fenster auf einen vorbeifahrenden Schafstransporter und erreicht damit zufällig die St. Catherine's School.
Dort wird er als Dozent A.R. Pringle bereits erwartet. Er soll einen Vortrag zum Thema „Wald und Flur im August“ halten. Auch Miss Fisher ist anwesend. Als sie ihn erkennt und zwei falsche Polizisten die Direktorin informieren, wird die Veranstaltung abgebrochen und Hannay „verhaftet“. Er ruft Miss Fisher alle wichtigen Namen und Informationen zu. Darauf wird sie von den „Polizisten“ mit zur Polizeistation gebeten.
Bei einer Reifenpanne werden Hannay und Miss Fisher mit Handschellen aneinander gefesselt. Hannay gelingt trotzdem und gegen den Willen der verwirrten Miss Fisher die Flucht. Trotz aller Überredungsversuche und Indizien hält sie ihn immer noch für einen Mörder. Am Abend kommen sie in einem Landgasthof als „frisch verheiratetes Ehepaar auf der Flucht vor den Brauteltern“ unter. Nur widerwillig fügt sich Miss Fisher in die romantische Lügengeschichte. Als Hannay schläft, gelingt es Miss Fisher ihre Hand aus der Fessel zu streifen. Sie belauscht zufällig ein Telefonat der falschen Polizisten und erkennt, dass Hannay die Wahrheit gesagt hat.
Miss Fisher soll Scotland Yard informieren, Hannay geht ins Palace Theatre. Dort soll das abschließende Treffen der „39 Stufen“ stattfinden, Professor Jordan ist schon da. Wieder tritt Mr. Memory auf. Hannay fragt ihn „Wo sind die 39 Stufen?“, an seiner Ehre als Gedächtniskünstler, der auf alles eine Antwort weiß, gepackt, erzählt Mr. Memory alles über die Spionageorganisation und wird auf offener Bühne von Professor Jordan erschossen. Alle Verdächtigen werden von der Polizei gefasst, Mr. Memory bestätigt, dass er sich alles über „Boomerang“ gemerkt hat und stirbt.
Die Schlussszene spielt wieder in Regent’s Park und zeigt Richard Hannay und Miss Fisher als Paar.

## Hintergrund
- Der Film basiert auf dem Roman Die neununddreißig Stufen (The Thirty-Nine Steps) von John Buchan aus dem Jahr 1915, übernimmt von diesem aber nur das Hauptthema und einige Handlungsmotive. Wie in Hitchcocks Film wurde die Handlung aus der Zeit vor dem Ersten Weltkrieg in die (damalige) Gegenwart versetzt.
- Anders als in der Fassung von 1935 wurde hier in Farbe und mit einem wesentlich größeren Budget gedreht. Bei der Handlung und Umsetzung, besonders in der Eingangsszene in Hannays Wohnung, der Flucht aus dem Zug, im Landgasthof und in der Schlussszene im Varietee, gibt es starke Parallelen zur Originalfassung von 1935, bis hin zu Kameraperspektive, Schnitt oder Dialog.
- In der Fassung von 1935 fehlen Professor Jordan, dem Kopf des Agentenrings, zwei Glieder am kleinen Finger der rechten Hand. In der Neuverfilmung ist das Erkennungsmerkmal ein fehlendes Glied an der linken Hand des Schurken.

## Kritiken
- „… eine vergröberte Neuverfilmung (…), die vor allem die humoristischen Aspekte der Handlung betont …“[2]

## Medien

### DVD-Veröffentlichung
- Die 39 Stufen - The 39 Steps. Carol Media, #4086